# Sphagnum simplex
Sphagnum simplex là một loài rêu trong họ Sphagnaceae. Loài này được Fife mô tả khoa học đầu tiên năm 1996.